# سیارک ۲۹۴۲
سیارک ۲۹۴۲ (به انگلیسی: 2942 Cordie، نامگذاری:1932BG) دو هزار و نهصد و چهل و دومین سیارک کشف شده‌است که در ۲۹ ژانویه ۱۹۳۲ و در هایدلبرگ کشف شد.
قدر مطلق سیارک برابر ۱۳٫۲۰ است.